# Джамаат Таблиг
Джамаа́т Табли́г (урду: تبلیغی جماعت,  араб. جماعة التبليغ‎ , "Община призыва", "Община проповеди") — исламская организация, организованная в 1926 году в Индии Мауланой Мухаммадом Ильясом. Основными чертами этой группы являются убедить членов исламской уммы вернуться к выполнению своих религиозных обязанностей в соответствии с тем, как их излагал пророк Мухаммад, а также призыв (дават) к немусульманам обратиться на путь единобожия. Это партия отличается от многих других возрожденческих исламских движений своей аполитичностью. Её члены и лидеры считают, что путь к социальным изменениям лежит через внутреннее духовное обновление конкретного индивидуума.
Число последователей варьируется от 12 до 80 млн. по всему миру. Проблема статистики возникает главным образом потому, что деятельность по преимуществу проходит в нижних слоях общества.
Распространена главным образом в Южной Азии.

## Описание
Учение "Джамаат Таблиг" состоит из 6 основных принципов :
- Калима (декларация веры)
- Салат или намаз (пятикратная ежедневная молитва)
- Илм-о-зикр (чтение и поминание)
- Икрам-е-Муслим (уважение к мусульманам)
- Ихлас-е-Ният (искренность в намерениях)
- Дават-о-Таблиг (призыв и проповедь).

## История
Движение «Джамаат Таблиг» основал Мауляна Мохаммад Ильяс Кандахляви в 1926 году в Мевате, округ Индии. Движение позиционировало себя как добровольная пацифистская организация. Его основным лозунгом были слова: «Мусульмане, будьте мусульманами!». Движение насчитывает около 70-80 миллионов последователей в 150 странах.

## Запрет
Противники движения рассматривают его как международную закрытую организацию, координирующую радикальных суннитских экстремистов.
 В 2006 г. в Таджикистане движение ДТ было признано экстремистским, и его деятельность была официально запрещена.
 В 2009 году Верховный суд Российской Федерации признал экстремистской и запретил деятельность международной религиозной организации ДТ на территории РФ. Как сообщает официальный сайт Генеральной прокуратуры Российской Федерации, судом установлено, что «деятельность структурных подразделений ДТ „угрожает межнациональной и межконфессиональной стабильности в российском обществе, территориальной целостности РФ“». В то же время историк-востоковед, руководитель Центра арабских исследований ИВ РАН В. В. Наумкин в комментарии для интернет-издания IslamNews отметил, что «Существует мнение, что эта организация проповедует ислам радикального толка. С другой стороны, она всегда занималась исключительно пропагандой и никогда не была замечена в каких-то террористических, экстремистских действиях».
 В 2009 году Совет безопасности Киргизии рекомендовал Верховному суду республики рассмотреть вопрос о запрете на территории Киргизии религиозной организации ДТ. В совбезе считают, что данная организация опасна и несет угрозу национальной безопасности. По мнению директора государственного агентства по делам религий Каныбека Осмоналиева, ДТ «выступают в качестве оппозиции официальному духовенству».
 26 февраля 2013 года решением Сарыаркинского районного суда Астаны вынесено решение о запрете деятельности организации «Таблиги джамаат» в Казахстане. Агентство Республики Казахстан по делам религий организовало научно-практическую конференцию «„Таблиги джамаат“ — деструктивное религиозное движение», которая должна была рассказать об опасности этого течения. По мнению экспертов, идеология организации схожа в радикальности с ваххабизмом, так как не приемлет нововведений или инакомыслия в вере. В агентстве отмечают, что «Таблиги джамаат» осознанно или неосознанно, проповедуют версию ислама, почти неотличимую от идеологии джихадистов.